# Amt Neukloster-Warin
Urząd Neukloster-Warin (niem. Amt Neukloster-Warin) – niemiecki urząd leżący w kraju związkowym Meklemburgia-Pomorze Przednie, w powiecie Nordwestmecklenburg. Siedziba urzędu znajduje się w mieście Neukloster.
W skład urzędu wchodzi dziewięć gmin:
1. Bibow
2. Glasin
3. Jesendorf
4. Lübberstorf
5. Neukloster
6. Passee
7. Warin
8. Zurow
9. Züsow